# Королевский дворец Ла-Магдалена
Королевский дворец Ла-Магдалена (исп. Real Palacio de La Magdalena) — дворец в Сантандере, Испания.
Расположен на полуострове Ла-Магдалена, построен в 1909—1912 годах по проекту испанских архитекторов Хавьера Гонсалеса-Рианчо и Гонсало Веги, как летняя резиденция королевской семьи.
В 1914 году по проекту Хавьера Рианчо рядом были построены королевские конюшни в стиле средневековой английской деревни.

## История
Строительство дворца было инициировано правительством Сантандера в 1908 году в целях обеспечения комфортного проживания короля Альфонсо XIII и его семьи. В ходе конкурса выиграл проект здания архитекторов Хавьера Гонсалеса-Рианчо и Гонсало Веги. Из-за забастовки рабочих, возведение дворца завершилось лишь в 1912 году. 4 августа 1913 года король впервые приезжает в новую резиденцию, которую ежегодно посещает вплоть до Испанской революции 1931 года.
В 1932 году указом правительства Второй республики, здание дворца передано Международному университету Менендес-и-Пелайо, первым ректором которого стал Рамон Менендес Пидаль. Во время гражданской войны здание пустовало; в 1945 году летние курсы восстановленного университета проводятся в здании больницы Сан-Рафаэль. В 1949 году дворец Ла-Магдалена снова становится местом проведения летних курсов и конференций, бывшие королевские конюшни преобразованы в студенческий кампус.
В 1982 году королевский дворец Ла-Магдалена объявлен историческим памятником, здание реконструировано в период между 1993 и 1995 годами.